# Александровка (Бєлорєцький район)
Алекса́ндровка (рос. Александровка, башк. Александровка) — присілок у складі Бєлорєцького району Башкортостану, Росія. Входить до складу Інзерської сільської ради.
Населення — 11 осіб (2010; 18 в 2002).
Національний склад:
- башкири — 62%